# 岡路市郎
岡路 市郎（おかじ いちろう、1913年（大正2年）8月11日 - 2003年（平成15年）4月11日）は、日本の心理学者・俳人。専門は教育心理学。元・北海道教育大学学長。

## 生涯
滋賀県出身。1946年広島文理科大学 (旧制)心理学科卒。その後、1947年北海道大学法文学部助教授、1950年同法経学部助教授を経て、1952年（昭和27年）北海道学芸大学助教授に就任。1959年（昭和34年）同教授。1975年（昭和50年）北海道教育大学7代学長。1983年（昭和58年）北海道教育大学退官。同名誉教授。北星学園大学文学部教授。1988年（昭和63年）北星学園大学定年退職。駒澤大学保育専門学校招聘講師（1992年まで））。
日本社会心理学会名誉会員、1985年4月 勲二等旭日重光章を受章。
2003年4月11日、心不全のため死去。

## 著書
- 永井陽之助, 岡路市郎『北海道』中央公論社、1962年。 NCID BN08271153。
- 岡路市郎, 三宅和夫『青年心理学』川島書店、1969年。doi:10.11501/12040357。 NCID BN02709568。
- 依田新, 西平直喜, 福富護, 五味義夫, 山田良一, 岡路市郎『青年心理学研究の課題と方法』金子書房〈現代青年心理学講座〉、1973年。 NCID BN00394353。
- Muuss, Rolf Eduard Helmut（R.E.ムース）, 岡路市郎『青年期の理論 : その系譜と展望』川島書店、1976年。 NCID BN03046138。
- 岡路市郎, 三宅和夫『青年心理学 : 青年期の発達と現代社会』（新訂）川島書店、1981年。doi:10.11501/12043997。ISBN 4761002379。 NCID BN01193685。

## 論文
- 岡路市郎「生活空間とカリキュラム」『社会科研究』第3巻第4号、精神文化学会、1950年4月、6-9頁、CRID 1522825130702132480。
- 岡路市郎「アメリカにおける地方教育行政単位の再編成」『教育新潮』第1巻第3号、教育新潮社、1950年7月、40-43頁、CRID 1520573330199309440。
- 藤野武, 岡路市郎, 福島正治「社会態度の因子分析的研究」『北海道學藝大學紀要. 第一部』第4巻第2号、北海道学芸大学、1953年12月、1-30頁、doi:10.32150/00000168、ISSN 0386-4839、CRID 1390576302825346176。
- 岡路市郎「教室における人間関係」『教育新潮』第5巻第8号、教育新潮社、1954年8月、18-21頁、CRID 1520854806002609536。
- 藤野武, 岡路市郎, 宮本実, 福島正治, 村山登, 平沢良助「知覚の枠組効果と人格特性」『北海道學藝大學紀要. 第一部』第7巻第2号、北海道学芸大学、1956年12月、1-31頁、doi:10.32150/00000369、ISSN 0386-4839、CRID 1390576302825439232。
- 藤野武, 岡路市郎, 福島正治「563 自然科学学習における思考の分析」『日本教育心理学会総会発表論文集』第7巻、日本教育心理学会、1965年、238-239頁、doi:10.20587/pamjaep.7.0_238、ISSN 2189-5538、CRID 1390282680780048640。
- 岡路市郎, 藤野武, 福島正治「322 自然科学学習における思考過程の分析-その2-(c.教科学習,3.学習心理)」『日本教育心理学会総会発表論文集』第8巻、日本教育心理学会、1966年、182-183頁、doi:10.20587/pamjaep.8.0_182、ISSN 2189-5538、CRID 1390001205803835904。
- 岡路市郎, 在竹隆, 星野喜久三, 松下覚, 福島正治「僻地社会の変動と児童生徒の人格発達」『The Annual Report of Educational Psychology in Japan』第7巻、The Japanese Association of Educational Psychology、1968年、44-66頁、doi:10.5926/arepj1962.7.0_44、ISSN 0452-9650、CRID 1390001205458865920。
- 岡路市郎「青年の生活に対する態度の特質に関する研究」『The Japanese Journal of Educational Psychology』第6巻第1号、The Japanese Association of Educational Psychology、1969年、7-13,61、doi:10.5926/jjep1953.6.1_7、ISSN 0021-5015、CRID 1390282680437350016。
- 岡路市郎「態度と行動の一貫性に対する関連態度集合の構造化の効果」『北海道教育大学紀要. 第一部. C教育科学編』第30巻第2号、北海道教育大学、1980年3月、159-180頁、doi:10.32150/00002659、ISSN 0386-4499、CRID 1390857777802667264。